# Чувашские Алгаши
Чува́шские Алга́ши (чув. Чӑваш Улхашӗ) — деревня (в 1940—2004 годах — село) в Шумерлинском районе Чувашской республики. Входила в состав Русско-Алгашинского сельского поселения до его упразднения в 2021 году.

## География
Находится в юго-западной части Чувашии на расстоянии 24 км на юг–юго–восток по прямой от районного центра города Шумерля.

## История
Известна с 1869 года, когда здесь было учтено 428 жителей. В 1897 году здесь было учтено 107 дворов и 596 жителей, в 1939 1051 житель, в 1979 608 жителей, в 2002 году 151 двор, в 2010 118 частных домохозяйств. С 1940 по 2004 год имела статус села. В советское время работал колхоз «Искра», позднее ООО "Агрофирма «Шумерлинская».

## Население
| 2010 | 2012 |
| ---- | ---- |
| 250  | ↗302 |

Население составляло 331 человек (чуваши 86 %) в 2002 году, 250 в 2010, 302 в 2012.